# املی لوگرن
املی لوگرن (انگلیسی: Emelie Lövgren؛ زادهٔ ۳ ژوئیهٔ ۱۹۹۰) بازیکن فوتبال اهل سوئد است.